# Kesaragoppa, Ramdurg
Kesaragoppa là một làng thuộc tehsil Ramdurg, huyện Belgaum, bang Karnataka, Ấn Độ.